# M/S Stena Adventurer
M/S Stena Adventurer är ett av Stena Lines fartyg på rutten Holyhead–Dublin. Fartyget levererades för linjen och har gått där sedan den 1 juli 2003.
I motsats till systerfartyget M/S Stena Scandinavica har fartyget inte genomgått förlängning och ombyggnad.